# マーチ・701
マーチ・701 (March 701) は、マーチ・エンジニアリングが開発したフォーミュラ1カー。ロビン・ハードがピーター・ライトと共にデザインし、1970年から1971年のF1世界選手権に投入された。701は - 1969年のプロトタイプF3マシンのマーチ・693Pに続く - マーチの初のF1マシンであり、わずか3ヶ月で設計、製造された。
マーチ・701は公開された1ヶ月後の1970年南アフリカグランプリでレースデビューを果たした。合計11台の701が製造され、マーチはワークスで使用すると共に多くのプライベート・エントラントに供給を行った。701のデビューは成功し、マーチのドライバーは序盤4戦で3勝を挙げ、3つのポールポジションを獲得したが、シーズン中の開発不足が影響し、次第に戦闘力を失っていった。701は1971年にはマーチ・711に取って代わられ、1971年イタリアグランプリが最後のレースとなった。

## 設計
マーチ・エンジニアリングはアマチュアドライバーのマックス・モズレー、アラン・リース、グラハム・コーカー、エンジニアで元マクラーレン、コスワースのレーシングカーデザイナーであったロビン・ハードによって1969年9月に設立された。コーカーのガレージで最初の試作品である693Pを製作した後、モズレーは1970年のF1世界選手権初戦に参戦することを発表した。デザイナーのハードは1969年11月に作業を開始し、1970年2月6日の公式記者会見で2台の701が完成し、走行準備が整ったと発表した。可能な限り短時間で車を完成させるために、ハードは "British Standard" という控えめなアプローチを取らねばならず、より先進的な試みは後継のマーチ・711に取り入れられた。L・J・K・セットライトは「Car Magazine」誌の中で701を「マクラーレン、ロータスの中国製のコピー」と表現し、「1967年のマシンよりちょっといい程度のものを1970年に作ったところで下種のあと知恵だ」と示唆した。2010年のインタビューでハードは当時「701に幻滅を覚えた。なぜなら、私が造りたい車のようなものではなかったからだ。」と語っている。モズレーの意欲的な期限までに車を仕上げることに伴うストレスと作業負荷で、ハードは体重が20ポンド減少した。
マーチが初めてフォーミュラカーを設計したときに決められた命名法則に従い、このマシンは701と名付けられた。70xは設計された年（1970年）で、xx1は参加カテゴリー（フォーミュラ1）を意味した。モズレーはそれぞれの車を製作するには2500ポンドから3000ポンドの費用がかかると計算し、当初は6000ポンドで顧客に販売する計画だった。しかしながら、ケン・ティレルが自らのチームのために2台の車を購入する資金を提供していたフォード・ヨーロッパのウォルター・ヘイズは、モズレーに対して実際には9000ポンドを請求すべきであると説いた。合計で11台のマーチ・701（ワークス3台、カスタマー8台）が製造され、2012年3月の時点で10台が現存していることが知られていた。

### シャシーおよびボディワーク
701は、"箱型で手際の良い" バスタブ型モノコックシャシー - L72アルクラッドアルミニウム板と鋳造マグネシウム製隔壁 - の周りにそれぞれの部材が取り付けられ、エンジンがストレスメンバーとして搭載された。製作された701の大半は18swgのアルミニウム板で組み立てられたが、特別な軽量バージョンの701/6がワークスチーム用に1970年シーズン中に製作された。701/6は軽量な20swgアルミニウム板で製作されたが、レースで使用されることは無かった。ティレル用の1台、701/4もシーズンの早い段階で20swgアルミニウムで再建された。

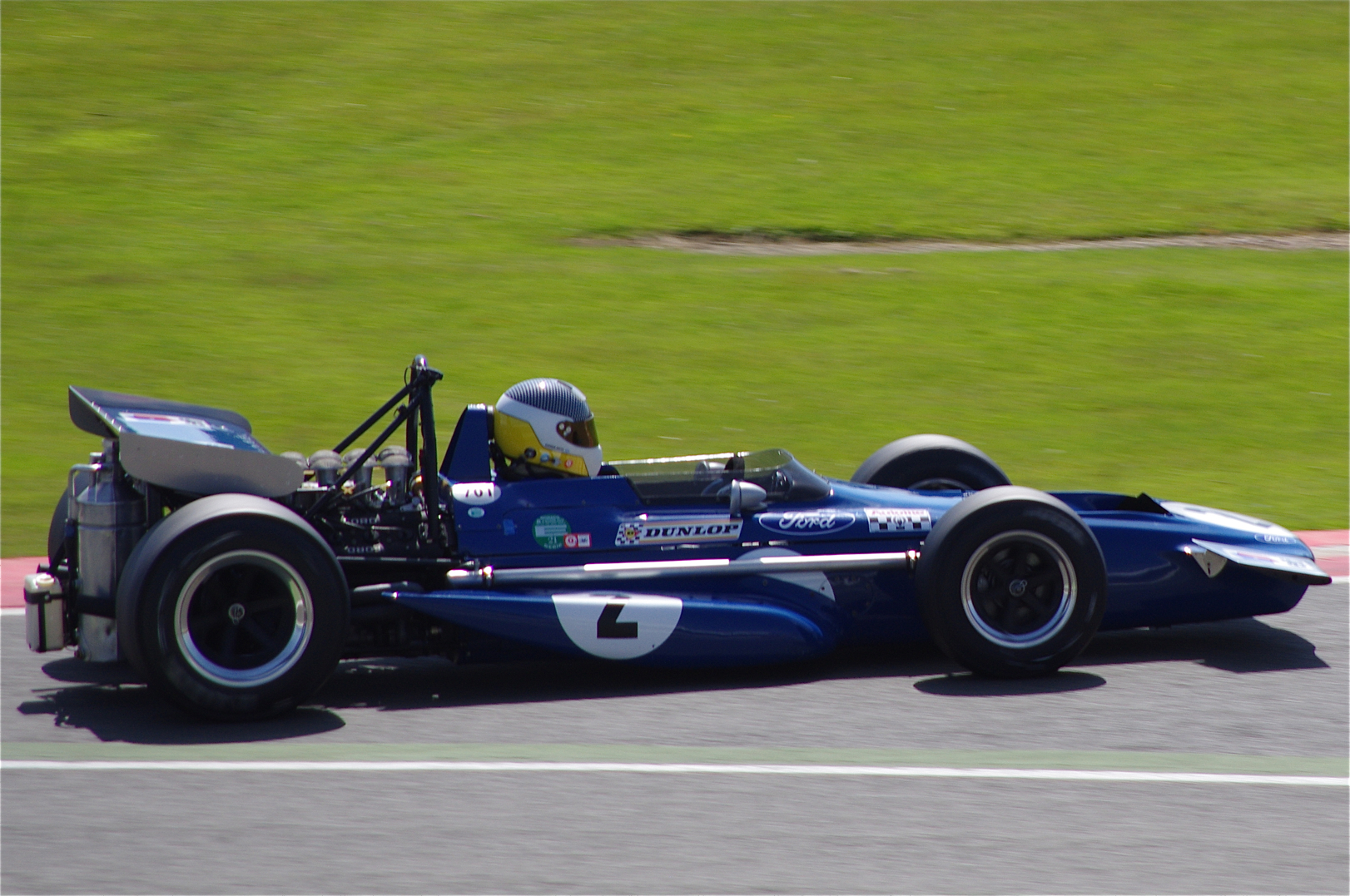
ティレル・レーシングのマーチ・701/2、サイドタンクの翼型形状を示す。

車の前方隔壁の前、コクピットのフロアパンからトレイ状に延長された部分にブレーキシリンダー、消火システム、バッテリー、ラジエーターが取り付けられた。延長部分は20ゲージの軽量アルミ板で構成された。ハードはサイドマウントラジエーターの使用を検討したが、これは設計するのが複雑すぎて、製作にも時間がかかりすぎた。車のファイバーグラス製ノーズはラジエターを収めるためほぼ矩形の開口部を有する。ラジエターの両脇にハードは小さな翼を配置してダウンフォースを発生させ、ラジエターカウルと一体化した単一ユニットとして成形した。これらの翼は定位置に固定され、全幅に及ぶスチールチューブで補強されており、後縁に沿って調整可能なトリムタブを保持した。車の後部には大型のシングルプレーンの調整可能なウィングがリアホイールの間のギヤボックスの上に取り付けられていた。
701の視覚的な特徴の1つは、車輪の間、車体側面に配置された翼型形状の外部燃料タンクであった。1970年シーズンの開始前に、ハードは各レースで40ガロンを「優に超える」燃料容量を必要とする車を考慮していた。これらのサイドマウントされたタンクにはそれぞれ6ガロンの燃料が入り、ドライバーシート後方のメインタンクと合わせて701は合計60ガロンの燃料を搭載することができた。タンクの外形はピーター・ライトによって作成された。ライトは当時、マーチのボディワークを担当していたスペシャライズド・モールディングズで働いていた。翼型形状は「downthrust」を生み出し、安定性を助けるとされていたが、ハードはその後、車輪によって乱された空気の中ではわずかしか効果がなかったと述べている。
残念ながら701は風洞実験が実施されず、この翼型サイドポンツーンの可能性について誰にも認識されずに終わったが、後にロータスに移籍したピーター・ライトは風洞実験を繰り返し、1977年、翼型サイドポンツーンによる史上初のグラウンド・エフェクト・カー、ロータス78を完成させることになる。

### エンジンおよびトランスミッション
再び従来の手法を採ることに従い、ハードはフォード-コスワースDFVエンジンとヒューランド DG300 5速ギアボックスの組み合わせを採用した。DFVは2,993 cc (183 cu in)の90°V型8気筒エンジンで、オリジナルは430 bhp (320 kW)を発揮した。1967年にキース・ダックワースがロータス・49で確立したF1でのパターンに従って、エンジンはドライバー後方に取り付けられ、マシン構造のストレスメンバーを形成した。リアサスペンションとエンジンの付属品は全てシャシーのサブフレームでは無くエンジンとギアボックスに直接取り付けられた。唯一の例外はサスペンションラジアスアームであり、前後の荷重をモノコックに直接伝えていた。

### サスペンションおよび付属コンポーネント
701のリヤサスペンションは、相対的に保守的なツインリンクとラジアスアームで、車体外側のエアーフロー内にコイルオーバースプリングとダンパーユニットが取り付けられていた。フロントにはダブルウィッシュボーンサスペンションを採用し、ハードはスプリングとダンパーユニットを外に取り付けることで「現在のフォーミュラ1とはやや違う」と述べた。ハードは、ダブルウィッシュボーンシステムの選択が現代F1のますます幅広いフロントタイヤに対応するために必要なサスペンションジオメトリの妥協を克服したいと考えていることに起因していた。アウトボード・ショックアブソーバーは空力的な欠点にもかかわらず、シンプルさ、冷却およびストレス管理に利点をもたらした。

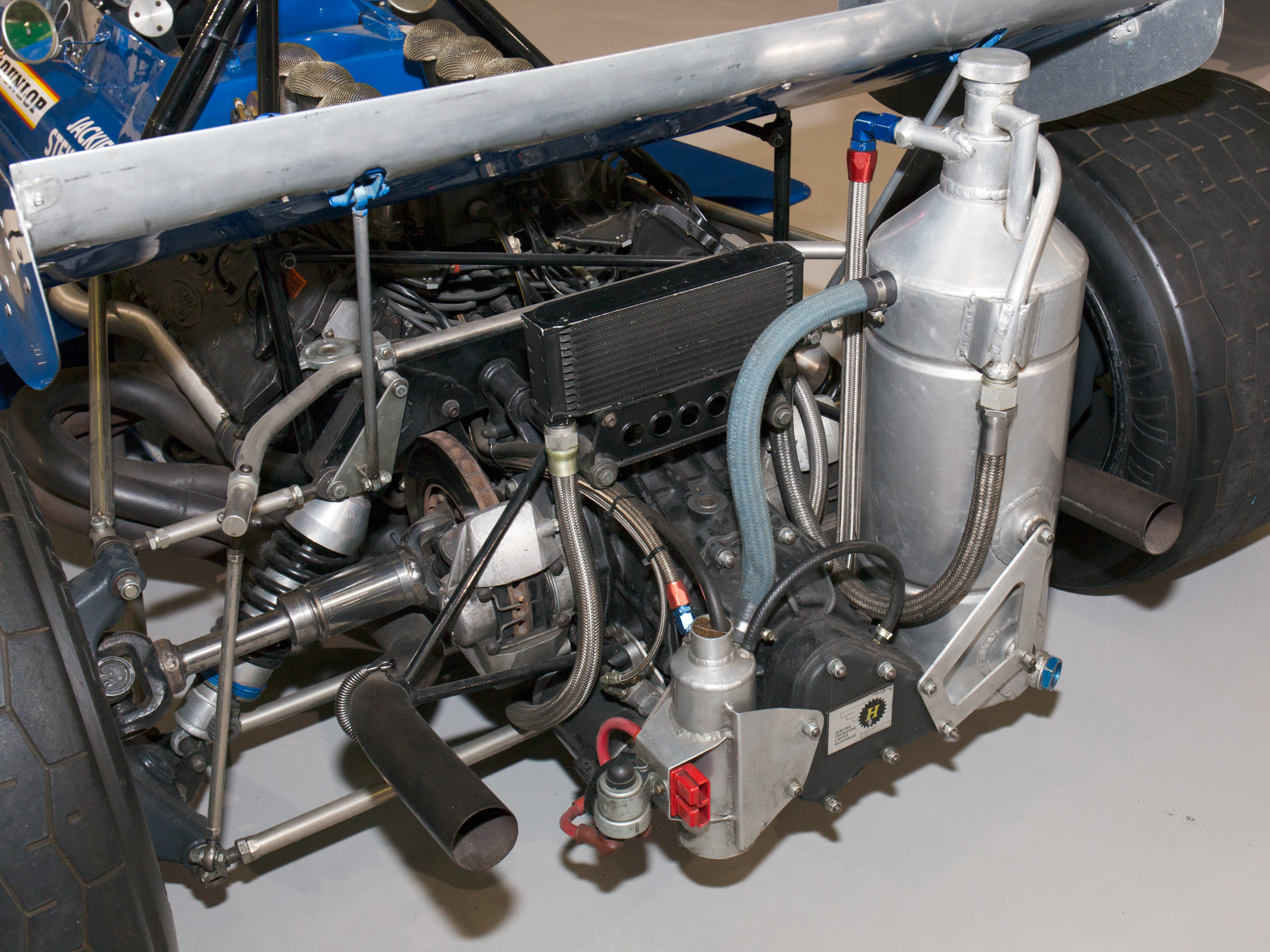
ティレル・チームのマシン後部、ヒューランドDG300ギアボックスに搭載された大型オイルタンクと小型オイルクーラー。

車輪制動は各車輪に取り付けられた10.5 in (26.7 cm)のガーリング製ディスクブレーキによって行われた。これらは当初、ホイールリム内に配置されていたが、1970年シーズンの第2戦スペインでマーチはワークスの701のリアブレーキをインボードに切り替えた。ハードは車のバネ下重量を約25%減少させることに成功した。他の全ての701もその後数週間で同じ仕様に変更された。ホイールはマーチ自身の設計になっており、ハードが前年開発したコスワースの4輪駆動フォーミュラ1カーで採用したシングルセンタースタッド固定法を採用している。ハードは、全戦で直径13 in (33 cm)のブレーキを使用するよう意図していた。しかしマーチは1970年シーズン序盤はリアタイヤ用に開発された13インチブレーキが不足していたため、初期のレースでは後部に15 in (38 cm)のリムの使用を強いられた。一旦、車のブレーキがインボード用に設計された13インチブレーキに変更されると、後輪にも使用することができた。
701のもうひとつの視覚的特徴は、オイルタンクと脱気装置を組み合わせたものであった。この大きな円筒形のタンクは、ヒューランド製トランスアクスルの右側に垂直に取り付けられ、右後輪、ギアボックス、およびリアウィングの間を満たしていた。自動車評論家のイネス・アイルランドは、それは「巨大な」ものであり、「古いコーヒーパーコレータのようなもの」と表現している。オイルクーラーはラジエターに沿ってノーズに取り付けた際に生じる長いパイプに伴うサージと冷却能力不足の問題を避けるため、ギアボックス上部に取り付けられた。

### ティレル
701/2と701/4のシャシーモノコックはマーチで製造されていたが、最終的にはティレルのメカニックが組み上げた。結果として、ティレルの青いマシンはマーチのワークス車や他のカスタマーに供給された車と多くの相違点が生じることとなった。最初の大きな違いはダンロップタイヤで、ワークスマシンはファイヤストンの装着を前提として設計されていた。ティレルチームは操作性を向上させるために、サスペンションマウントポイントの位置を調整し、ステアリングシステムにダンパーを追加した。より微妙なバリエーションはエキゾーストパイプブラケット、ウィングストラット、オイルラジエータ、潤滑油やクーラント用配管の配置などの違いで生じた。
開幕戦南アフリカグランプリの後、ティレルチームはフロントウイングのデザインを調整した。彼らはマーチから供給されたノーズコーンに組み込まれた固定されたファイバーグラスを取り除き、調整可能なアルミ製エアフォイルに置き換えた。これらは、ウィングの迎え角全体を変更するために、水平軸を中心に旋回することができた。更なる利点として、このウィングはドラッグを減らすためにリムーバブルであったため、スチュワートのマシンは高速サーキットのモンツァで行われたイタリアグランプリではこれを使用した。

## レース戦績
ジャッキー・スチュワートは、この車を「私が運転した最も難しいF1カー」と表現している。ハードの設計妥協点は、オイルタンクとフィルターをできるだけ後方に配置することによって重いフロントマウントラジエターの重量バランスを取ったことを意味する。701の重心に対して最も外側の位置に2つの重量物を配置したことは、車に高い極慣性モーメントを与えた。これにより701は「運転しづらい」車となり、低速コーナーでのパフォーマンスに重大な影響を与えた。スチュワートは、彼とクリス・エイモンがシーズン序盤にそのドライビング・スタイルで701から発揮したスピードを競争相手と比較して、明らかに滑らかであると判断した。

### 1970

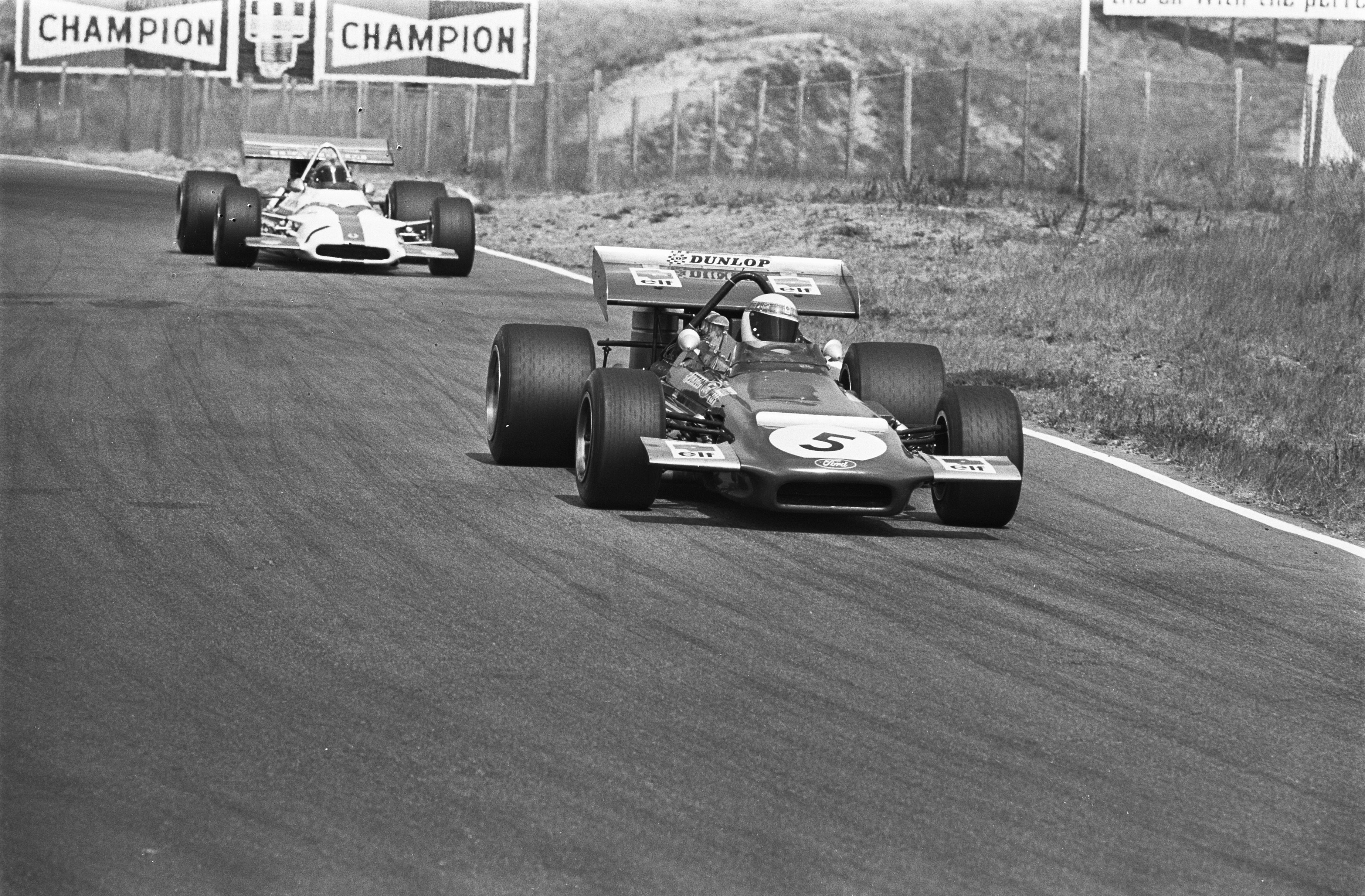
ジャッキー・スチュワートのマーチ・701とペドロ・ロドリゲスのBRM・P153、1970年オランダグランプリ。

1970年2月6日（金）、シルバーストン・サーキットで開催されたイベントでマーチは701を発表した。クリス・エイモンはワークスマシンの701/1でデモ走行し、ジャッキー・スチュワートはティレル用の701/2をドライブした。マーチの資金調達源に関する憶測はチームの参戦発表以来なされていたが、新たにチームスポンサーとしてSTPコーポレーションが発表された。先に発表された2人のドライバーに加え、STPのアンディ・グラナテリによって指名されたマリオ・アンドレッティも登場した。アンドレッティは新車を試していなかった。エイモンのチームメイトとしてジョー・シフェールも発表され、彼と共にマーチのフォーミュラ2カーをドライブしていたロニー・ピーターソンも701をドライブすることが発表された。

#### デビュー戦
僅か12週間で設計、製造された5台のマーチ・701が1970年シーズン開幕戦の南アフリカグランプリに登場した。ワークスマシンの2台、701/1（赤）と701/5（明るい「昼光色」のSTPレッド）はクリス・エイモンとジョー・シフェールがドライブした。エイモンはスクーデリア・フェラーリのファーストドライバーからマーチに移籍したが、シフェールの権利はポルシェによって3万ポンドで買い取られ、エイモンの代わりとしてイタリアのチームとサインすることはなかった。3台目の701は2台のSTPカラーよりも暗い赤で塗装された。この701/3は「STPオイル・トリートメント・スペシャル」として発表され、アンディ・グラナテリがオーナーとしてマリオ・アンドレッティがドライブした。ティレルの2台、701/2および701/4はメインスポンサーのエルフの青で塗装され、世界チャンピオンのジャッキー・スチュワート、セカンドドライバーのジョニー・セルボ＝ギャバンがドライブした。
スチュワートとエイモンは予選をそれぞれ1位と2位で通過した。アンドレッティは最初の公式セッションの前日、プライベートテストセッション中に車の後部を傷つけ、予備エンジンを調達し修理を行ったが、最初の2つのタイム・プラクティスには参加できなかった。彼は11番手からのスタートとなった。シフェールはその前列の9番手となり、セルボ＝ギャバンはアンドレッティから2列後方、17番手となった。決勝では序盤にスチュワートが多くの周回をリードしたが、これは主にヨッヘン・リントが最初のコーナーでスピンしたため、対抗車がそれに妨げられたためであった。ジャック・ブラバムのブラバムとデニス・ハルムのマクラーレンが混乱を解消した後、彼らはトップのスチュワートを猛追し始めた。ブラバムは20周目にスチュワートをパスし、ハルムも38周目に追い抜いた。最終的にスチュワートは3位で終わった。エイモンとアンドレッティはともに、車の冷却システムヘッダタンクの故障に続いてオーバーヒートに悩まされ、それぞれ2周目および11周目にリタイアした。シフェールはレースの早い段階でトップ10を走行していたが、ジャッキー・イクスおよびジャン＝ピエール・ベルトワーズと5位を争う間にスピンし、右の排気パイプを破損した。ピットで修理を行う間に順位を落とすが、レースに復帰し最終的にトップから5週遅れの10位で完走した。セルボ＝ギャバンのエンジンは、クーラント液漏れに続いて57周目で故障し、リタイアとなった。

#### 序盤の成功
701のデビュー戦は有望であったため、マーチ・エンジニアリングとティレルは2週間後にブランズ・ハッチで開催されたノンタイトル戦のレース・オブ・チャンピオンズに参戦した。再びスチュワートは701/2でポールポジションを獲得し、701/1でエイモンが予選7位となったが、今回スチュワートは予選結果に続いて決勝でも勝利を獲得することができた。この勝利はマーチ製の車が初めて獲得した勝利であり、コンストラクターとしてF1において2度目のレースであった。エイモンはカムシャフトの故障に苦しみ、50周のレースであったが10周目でリタイアした。

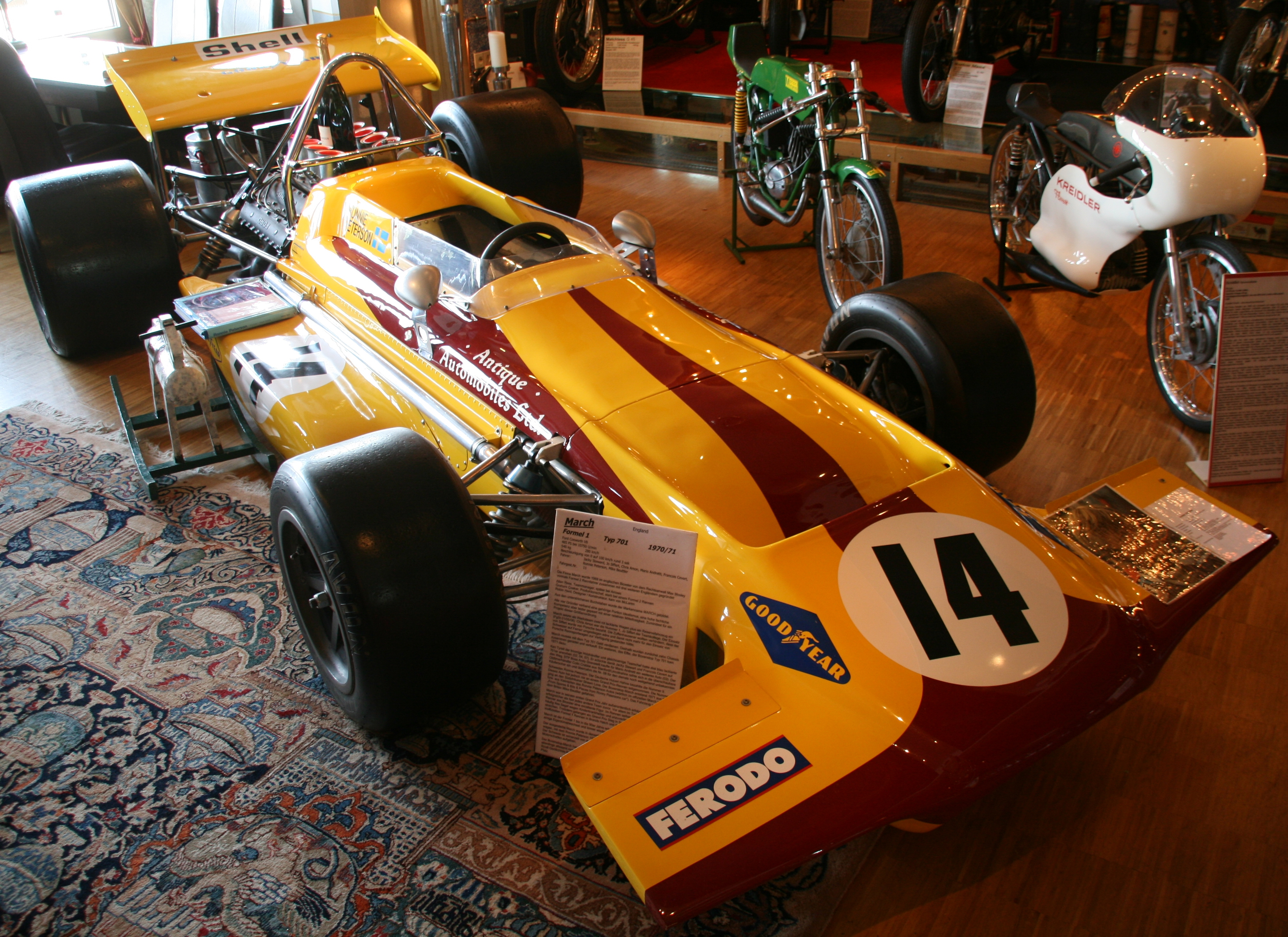
1970年モナコグランプリでロニー・ピーターソンがドライブしたアンティーク・オートモーティブ・レーシングのシャシー701/8

1ヶ月後、南アフリカグランプリに参戦した5台のうち4台が、ハラマ・サーキットで行われた第2戦スペイングランプリに出場した。シフェールは予選落ちし決勝には出場できなかった。ここでスチュワートはジャック・ブラバムにポールポジションを奪われたが、予選3位のフロントローからスタートし、ほとんどの周回をラップ、マーチの世界選手権における初勝利を挙げた。アンドレッティは予選16位からスタート、グラナテリの車を3位表彰台に押し上げた。セルボ＝ギャバンはティレルの新しいセカンドマシンである701/7をドライブ、予選14位からスタートし5位に入った。エイモンは再びエンジントラブルでリタイアした。
1週間後、F1サーカスが次のノンタイトル戦のためにイングランドに戻ったときにエイモンの運が変わった。マーチワークスとティレルはそれぞれナンバー1ドライバーのみをエントリーさせた。シルバーストンで行われた1970年BRDCインターナショナルトロフィーの第1ヒートでエイモンはポールポジションを獲得し、26周にわたってトップを保持、ファステストラップも記録しそのまま勝利した。スチュワートは予選も決勝も2位で終わった。第2ヒートで2人の立場は逆転し、スチュワートが勝利しファステストラップも記録、エイモンは彼に次いで2位となった。しかしながら、全体的なイベントの結果は2つのヒートの合計時間で計算され、エイモンはスチュワートに10秒差を付けてインターナショナルトロフィーを獲得した。
5月に行われた1970年モナコグランプリではワークスとティレルのマシンに加え、黄色とマルーンの701、シャシーナンバー701/8が出場した。これはプライベーターのアンティーク・オートモビルズに販売されたマシンで、スウェーデン人ドライバーのロニー・ピーターソンがステアリングを握った。予選は701/2のスチュワートがポールポジションを獲得、エイモンは701/1で予選2位となった。シフェールは11位、ピーターソンは12位となり、セルボ＝ギャバンは予選落ちし、視力の低下を自覚した彼はF1から引退した。決勝ではスチュワートが57周目にエンジントラブルでリタイア、エイモンも60周目にリアサスペンションの損傷でリタイアした。ピーターソンとシフェールは完走したが、完走車の末尾、7位および8位であった。シフェールは76周目に燃料を使い切っていた。

#### 勢いを失う

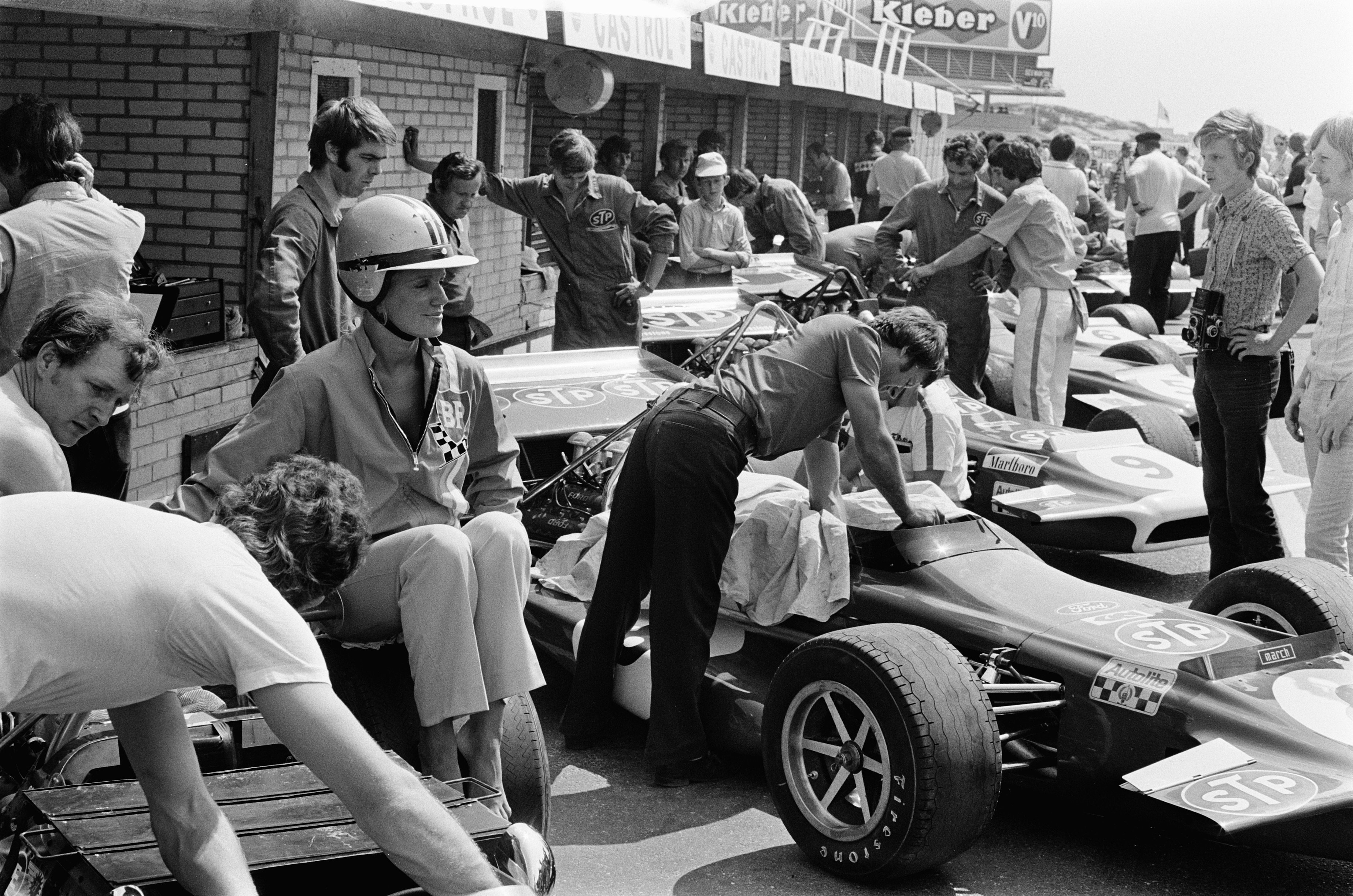
1970年オランダグランプリでピットに並ぶ4台のマーチ・701。一番前がSTPカラーのワークスマシン、クリス・エイモンの8番車。次がチームメイトのジョー・シフェールの9番車。後の2台はティレル・レーシングの車、ジャッキー・スチュワートの5番車とフランソワ・セベールの6番車。

F1コンストラクターとして初エントリーから5戦で3つの勝利、4つのポールポジション、そしてファステストラップを記録したマーチに対して、他のライバルチームはF1の階層の間で重要な敬意を払うようになっていた。しかしながら、戦績はハンドリングの悪さと少なくとも50 kg (110 lb)のオーバーウェイトでシーズンを始めたことで次第に低下していった。ポルシェがチーム内でのシフェールのポジションに対して支払った金額とは別に、マーチが1970年に受け取った唯一の資金は、STPからの25,000ポンドと、タイヤスポンサーのファイアストンからの27,000ポンドであった。この限られた資金と、技術的資源はフォーミュラ2、フォーミュラ3、Can-Amと関与する分野が広がったことで手薄になり、マーチはシーズンを通じて701を大きく発展させることはできなかった。ロータス・72のような先進的な競争相手が登場した後、マーチ・701はライバルに後れを取り始めた。マーチは軽量化した701/6をワークスチームのスペアシャシーとして製作するのに十分なリソースを集めることができたが、彼らはそれをレースに投入することは無かった。モナコグランプリの後、エイモンの通常シャシーである701/1を新しいモノコックの周りに完全に再構築したが、それには軽量化したサイドタンク、ホイール、ラジエターが取り付けられ、車重は約30 kg (66 lb)削減された。
第4戦ベルギーではこの軽量化された701/1でエイモンは予選3位を獲得し、スチュワートはティレルの701/2で再びポールポジションを獲得した。エイモンのチームメイトのシフェールは10番手に、ピーターソンは再びアンティーク・オートモビルズのマシンをドライブして9番手となった。決勝でスチュワートはエンジンが故障した後14周目にリタイアし、ピーターソンは最終的に1位から8周遅れでゴール、完走扱いとならなかった。シフェールは燃料問題の結果として停止を余儀なくされたが、十分な周回を終えていたため7位で完走となった。エイモンはレースの大半をペドロ・ロドリゲスのBRMの後ろ、2位のまま走行しそのままゴールとなった。優勝したロドリゲスとエイモンの差はわずか1.1秒であった。しかし、この勝利にはいくつかの論争があった。エイモンとロビン・ハードはその後、ロドリゲスの車には規則違反の大きなエンジンが搭載されていたと主張している。これは後にBRMの歴史家ダグ・ナイに反論された。ナイは切り替えが行われたという証拠もなく、当時BRMはそのようなエンジンを構築するのに十分な資源を持っていなかったとする。
2週間後、第5戦オランダグランプリがザントフォールト・サーキットで行われた。スチュワートは予選で再びフロントローを獲得した。彼はセルボ＝ギャバンが南アフリカで使用した701/4を使用し、ヨッヘン・リントのロータス・72に次ぐ2番手となった。新しいチームメイトのフランソワ・セベールは701/7をドライブし、F1デビュー戦で予選15位となった。ワークス勢のエイモンは4番手、シフェールは17番手に入り、ピーターソンの黄色い701/8はシフェールにを上回って16番手となった。ベルギーグランプリとは対照的に、今度はスチュワートがリントを猛追する展開となり、彼は優勝したリントに次いで30秒差で2位となった。ピーターソンは2周遅れの9位となり、シフェールとセベールはともにエンジンの故障でフィニッシュできなかった。エイモンは1周目にクラッチトラブルでリタイアした。
エイモンのシーズンはフランスから好調に転じた。ここで彼は予選3位、ティレルのスチュワートは予選4位となり、マーチの2台がセカンドローに並んだ。決勝は優勝したリントのロータス・72から8秒遅れの2位となった。スチュワートは3分以上遅れて9位となった。セベールは1周遅れの11位となり、シフェールとピーターソンは共にリタイアとなった。続くイギリスグランプリは2週間後に行われた。エイモンとスチュワートはフランスグランプリの予選再現とは成らず、17番手および8番手となった。北米でのスケジュール空白期間にマリオ・アンドレッティがF1に戻りグラナテリの701/3をドライブ、スチュワートに次いで予選9番手となった。決勝ではエイモンは5位に終わり、セベールも1周遅れの7位、ピーターソンは8周遅れの9位となった。シフェールのサスペンションは19周目に破損し、アンドレッティもその2周後同様にサスペンションを破損、スチュワートは52周目にクラッチが破損し、いずれもリタイアした。
次戦、ホッケンハイムでのドイツグランプリでは新シャシーが取りそろえられた。アクセル・シュプリンガーからの資金援助を受けて、ツーリングカードライバーのヒューベルト・ハーネが701/9を購入、ドイツのナショナルカラーである銀色の車体でエントリーした。ハーネにとって残念なことに、彼はポールポジションタイムから7秒以内のタイムを達成できず、予選落ちとなった。予選ではピーターソンが18位、セベールが14位、アンドレッティが9位、スチュワートが7位、エイモンが6位にとどまり、シフェールがチームのファーストドライバーに初めて打ち勝って4位となった。決勝でシフェールはイグニッショントラブルのため、チェッカーが振られたときに制止していたにも関わらず完走扱いとなり、8位に入った。セベールは優勝したリントから1周遅れの7位となった。マーチ勢の最上位はセベールであった。残る3人はエンジンやトランスミッションのトラブルでリタイアとなった。当時のポイントシステムでは7位にポイントは与えられなかったため、マーチはデビュー戦から8戦目にして始めてコンストラクターズポイントを逃した。次戦オーストリアグランプリでもマーチはポイントを逃し、完走最上位はエイモンの8位であった。
しかし、オーストリアのレースからの帰国途中でマーチの状況は複雑な物となった。ドイツグランプリで予選落ちを喫したハーネがマーチに対し、欠陥車を販売したと主張し、法的手続きを開始した。ワークスチームがドイツを通過しようとすると、彼らの車と装備はドイツ警察によって没収された。マックス・モズレーは、ハーネに販売した車のテストを行うことを発表し、引き続いてアンティーク・オートモーティブの車と比較して、返却を交渉した。シルバーストンで行われたテストでロニー・ピーターソンは最初にアンティーク・オートモーティブの車をドライブし、続いてハーネの701/9をドライブし、2秒速いタイムを記録した。ハーネはその後訴えを取り下げ、競技生活から引退した。

#### シーズンの終わり
オーストリアグランプリと次戦のイタリアグランプリの間に、チームはノンタイトル戦のオウルトン・パーク・インターナショナル・ゴールドカップに参加するためイギリスに戻った。マーチに不満を抱いていたティレルチームは、ティレル・001を秘密裏に製作していたが、これはオウルトン・パークでのレースでスチュワートのドライブで公開された。セベールはエントリーしなかった。ハーネの法的措置のためワークスチームはエントリーできず、1970年のヨーロッパでのF1レースにマーチは初めて欠場することとなった。
スチュワートとセベールはイタリアグランプリで再びマーチ・701をドライブしたが、世界チャンピオンであるスチュワートにとってマーチをドライブするのは最後となった。それにもかかわらず、スチュワートは予選4位でグリッドの2列目からスタートし、決勝では2位となった。セベールは予選11位からスタートし決勝では6位となった。エイモンは7位となった。ピーターソンとシフェールはともにエンジントラブルでリタイアした。
北米での終盤3戦、第11戦カナダグランプリはモントランブラン・サーキットで行われた。セベールは予選4位となったが、チームメイトのスチュワートは新車のティレル・001に乗ってポールポジションを獲得した。エイモンは予選6位であった。もう一台のワークスマシンをドライブするシフェールは予選14位、ピーターソンは16位となった。決勝ではエイモンが3位となったが、これはフォードエンジン搭載マシンの最上位であった。しかしながら1-2を達成したフェラーリからは半周の差を付けられた。701にとっては世界選手権における最後の表彰台となった。エイモンは続くアメリカ、メキシコでもポイントを獲得したが、他の701勢はポイントを獲得することができなかった。
最終戦を終え、ワークスとティレルのマーチ・701は合計48の世界選手権ポイントを獲得した。これによってマーチはコンストラクターとしてのデビューシーズンでランキング3位となった。ドライバーズランキングではスチュワートが5位になったが、彼が獲得した25ポイントは全てマーチによる物であった。エイモンは23ポイントで8位、アンドレッティはスペイングランプリでの3位で獲得した4ポイントで16位となった。セルボ＝ギャバンは2戦しか走っていないにもかかわらず、セベールを上回った。彼はスペインで5位となって2ポイントを獲得し、セベールはイタリアでの1ポイントしか獲得できなかった。セルボ＝ギャバンは21位、セベールは22位でシーズンを終えた。シフェールとピーターソンはチャンピオンシップポイントを獲得できなかったのでランキング外となった。シーズン終了後、ワークスマシンはいずれも売却された。701/1はトム・ウィートクロフトに、シフェールは701/5を購入することが許され、チームの軽量スペアマシンはフランク・ウィリアムズに売却された。

### 南アフリカ選手権
1970年6月、ローデシア人ドライバーのジョン・ラヴが新たなマーチ・701、701/10を購入し、チーム・ガンストンのプライベーターとして南アフリカF1選手権に参戦した。7月5日のブラワヨ100でデビューしたラヴの701/10はシリーズリーダーのデイヴ・チャールトンのロータス・49Cが23周目にリタイアした後、そのまま優勝した。9月のローデシアグランプリでは2位に入ったが、マシンのハンドリングの悪さと信頼性の欠如により成績は徐々に降下し、シーズンの残りでポイントを得ることはできなかった。
1971年シーズンのラヴは1970年後半とほぼ同じパターンに従った。3月にキャラミで行われたハイヴェルト100でチーム・ガンストンの701は2位を獲得、5月のゴールドフィールズ・オータムトロフィーでは優勝した。しかしながら信頼性がマーチのアキレス腱であることが再び明らかになった。マシンは数多く故障し、ラヴはサーティースから直接購入したマイク・ヘイルウッドのサーティース・TS9に乗り換えようとした。しかしながらこの車は劣悪な状態で納入され、マーチよりは速かったものの信頼性はマーチ以下であった。8月上旬に行われた25周年記念トロフィーで大クラッシュしたTS9はほとんど破壊され、ラヴは再び701/10を使わなければならなくなった。彼は8月のファルス・ベイ100と9月のローデシアグランプリで優勝し、10月のウェルコム100で2位となった。ラヴは結局45ポイントを獲得し、チャールトンに次ぐランキング3位でシーズンを終えた。
チャールトンはその後1972年シーズンに向けてロータス・72を用意し、ラヴは2年前のマシンとなった701が最先端のマシンとは互角に勝負できないことに気付いた。シーズン初戦をマーチで失敗し、第2戦もリビルドしたサーティースで敗れた後、ラヴはそれらに換えてブラバム・BT33を導入した。

### 1971

#### タスマンシリーズ
1970年代後半、グラナテリの車（701/3）は3.0 L (183 cu in)のコスワースDFVエンジンを2.5 L (153 cu in)のDFWに換装し、タスマンシリーズ仕様に変更された。この車はその後、1971年のタスマン・シリーズに参戦するクリス・エイモンのためにニュージーランドへ輸送された。1971年シーズンは古い2.5リッターエンジンではなく、フォーミュラ5000のルールで行われる初年度であることが意図されていたが、主催者が両クラスの出場を認めたことで、以前の規定に合った古い車のオーナー達は動揺を示した。STPチームが車の準備を助けることで、エイモンはプッシュロッドエンジンを搭載したフォーミュラ5000の車よりも、F1マシン用の真のレーシングエンジンを搭載したタスマン車がより高速であることに賭けた。しかしながら、彼は間違っていたし、新規定車のドライバーはよりエキゾチックなマシンを快適にドライブすることができた。
小さなDFWはDFVに比べてトルクが足りず、エイモンはレヴィンで行われた開幕戦では3位を守るために苦闘し、ウィグラムでは5位になった。エイモンとSTPチームは戦闘力に欠けるマーチ・701に換えてロータス・70を導入することに決め、エイモンはプケコヘで行われたニュージーランド・グランプリでロータスをドライブした。エイモンの701/3は地元ドライバーのデヴィッド・オクストンが使用することとなった。レースではオクストンにとって不運なことに、ハーフシャフトの1本が破損し、彼はリタイアすることとなった。オクストンは最終戦のテレトンガでもこのマシンをドライブし、7位となった。シリーズがオーストラリアラウンドに移動すると、701/3はフォーミュラ1仕様に戻され、スキップ・バーバーに売却され、アメリカに送り出された。

#### 世界選手権
1971年シーズンで701はわずか3戦に登場したのみであった。ワークス及びSTPマーチチームはマーチ・711を使用し、ロニー・ピーターソンはワークスチームに移籍していた。ティレルはセベールのために2台目の自社製マシンを製作した。フランク・ウィリアムズは1971年南アフリカグランプリでアンリ・ペスカロロに701を託し、地元ドライバーのジョン・ラヴはチーム・ガンストンからエントリーした。決勝ではペスカロロは2周遅れの11位でポイントを獲得することはできなかった。ラヴのマシンは30周目にギアボックストラブルでリタイアした。ウィリアムズはその後間もなくペスカロロに711を与えたが、701はペイ・ドライバー用に維持した。フランスグランプリにエントリーしたマックス・ジーンはその1人だった。マーチを去ったシフェールがドライブしていた701/5は彼が所有し、フランスグランプリでフランソワ・マゼをエントリーさせた。2人のフランス人ドライバーは共に最後まで走りきったが、マゼは5周遅れの13位、ジーンは9周遅れで完走扱いとはならなかった。世界選手権での701の最後のレースはイタリアグランプリでジャン＝ピエール・ジャリエがドライブした。ジャリエのマシンは前年度ハーネがドライブしたマシンであった。ジャリエは8周遅れで完走扱いとはならなかった。
1971年シーズン、701は数多くのノンタイトル戦に参加した。トム・ウィートクロフトはクリス・エイモンが1970年シーズンに使用していたマシン（701/1）をファクトリーから直接購入し、1月のアルゼンチングランプリでデレック・ベルにドライブさせた。この他にシフェールは自身の車で、ペスカロロはウィリアムズからエントリーした。レースは2ヒート制で行われ、第1ヒートではシフェールが2位、ペスカロロが3位となった。ベルは1周遅れの7位となった。しかしながら第2ヒートでシフェールとベルは機械トラブルに苦しめられた。一方ペスカロロは再び2位となった。第2ヒートを制したのはマトラをドライブしたエイモンで、22秒近い差を付けての勝利で総合でも1位となった。ペスカロロは総合で2位となり、表彰台を獲得した。この年、701が表彰台を獲得したのはこのレースのみであった。

## F1における全成績

### 世界選手権
(key) （太字はポールポジション、斜体はファステストラップ）
| 年     | チーム                                         | タイヤ | ドライバー                 | グランプリ | グランプリ | グランプリ | グランプリ | グランプリ | グランプリ | グランプリ | グランプリ | グランプリ | グランプリ | グランプリ | グランプリ | グランプリ | ポイント | 順位 |
| 年     | チーム                                         | タイヤ | ドライバー                 | RSA        | ESP        | MON        | BEL        | NED        | FRA        | GBR        | GER        | AUT        | ITA        | CAN        | USA        | MEX        | ポイント | 順位 |
| ------ | ---------------------------------------------- | ------ | -------------------------- | ---------- | ---------- | ---------- | ---------- | ---------- | ---------- | ---------- | ---------- | ---------- | ---------- | ---------- | ---------- | ---------- | -------- | ---- |
| 1970年 | マーチ・エンジニアリング                       | F      | クリス・エイモン           | Ret        | Ret        | Ret        | 2          | Ret        | 2          | 5          | Ret        | 8          | 7          | 3          | 5          | 4          | 48       | 3位  |
| 1970年 | マーチ・エンジニアリング                       | F      | ジョー・シフェール         | 10         | DNQ        | 8          | 7          | Ret        | Ret        | Ret        | 8          | 9          | Ret        | Ret        | 9          | Ret        | 48       | 3位  |
| 1970年 | ティレル・レーシング・オーガニゼーション       | D      | ジャッキー・スチュワート   | 3          | 1          | Ret        | Ret        | 2          | 9          | Ret        | Ret        | Ret        | 2          |            |            |            | 48       | 3位  |
| 1970年 | ティレル・レーシング・オーガニゼーション       | D      | ジョニー・セルボ＝ギャバン | Ret        | 5          | DNQ        |            |            |            |            |            |            |            |            |            |            | 48       | 3位  |
| 1970年 | ティレル・レーシング・オーガニゼーション       | D      | フランソワ・セベール       |            |            |            |            | Ret        | 11         | 7          | 7          | Ret        | 6          | 9          | Ret        | Ret        | 48       | 3位  |
| 1970年 | STPコーポレーション                            | F      | マリオ・アンドレッティ     | Ret        | 3          |            |            |            |            | Ret        | Ret        | Ret        |            |            |            |            | 48       | 3位  |
| 1970年 | アンティーク・オートモビルズ・レーシングチーム | G      | ロニー・ピーターソン       |            |            | 7          | NC         |            |            |            |            |            |            |            |            |            | 48       | 3位  |
| 1970年 | コーリン・クラッブ・レーシング                 | G      | ロニー・ピーターソン       |            |            |            |            | 9          | Ret        | 9          | Ret        |            | Ret        | NC         | 11         |            | 48       | 3位  |
| 1970年 | ヒューベルト・ハーネ                           | F      | ヒューベルト・ハーネ       |            |            |            |            |            |            |            | DNQ        |            |            |            |            |            | 48       | 3位  |
| 1971年 |                                                |        |                            | RSA        | ESP        | MON        | NED        | FRA        | GBR        | GER        | AUT        | ITA        | CAN        | USA        |            |            | 33 (34)† | 4位† |
| 1971年 | フランク・ウィリアムズ・レーシングカーズ       | G      | アンリ・ペスカロロ         | 11         |            |            |            |            |            |            |            |            |            |            |            |            | 33 (34)† | 4位† |
| 1971年 | フランク・ウィリアムズ・レーシングカーズ       | G      | マックス・ジーン           |            |            |            |            | NC         |            |            |            |            |            |            |            |            | 33 (34)† | 4位† |
| 1971年 | チーム・ガンストン                             | F      | ジョン・ラヴ               | Ret        |            |            |            |            |            |            |            |            |            |            |            |            | 33 (34)† | 4位† |
| 1971年 | ジョー・シフェール・オートモビルズ             | G      | フランソワ・マゼ           |            |            |            |            | 13         |            |            |            |            |            |            |            |            | 33 (34)† | 4位† |
| 1971年 | シェル・アーノルド                             | G      | ジャン＝ピエール・ジャリエ |            |            |            |            |            |            |            |            | NC         |            |            |            |            | 33 (34)† | 4位† |

† 括弧内は合計ポイント。括弧無しは選手権結果にカウントされたポイント。全ポイントはマーチ・711による。

### ノンタイトル戦
(key) （太字はポールポジション、斜体はファステストラップ）
| 年     | チーム                                       | タイヤ | ドライバー                 | レース | レース | レース | レース | レース | レース | レース | レース |
| 年     | チーム                                       | タイヤ | ドライバー                 | ROC    | INT    | OUL    |        |        |        |        |        |
| ------ | -------------------------------------------- | ------ | -------------------------- | ------ | ------ | ------ | ------ | ------ | ------ | ------ | ------ |
| 1970年 | マーチ・エンジニアリング                     | F      | クリス・エイモン           | Ret    | 1      |        |        |        |        |        |        |
| 1970年 | ティレル・レーシング・オーガニゼーション     | D      | ジャッキー・スチュワート   | 1      | 2      |        |        |        |        |        |        |
| 1971年 |                                              |        |                            | ARG    | ROC    | QUE    | SPR    | INT    | RIN    | OUL    | VIC    |
| 1971年 | フランク・ウィリアムズ・レーシングカーズ     | G      | アンリ・ペスカロロ         | 2      |        |        |        |        |        |        |        |
| 1971年 | フランク・ウィリアムズ・レーシングカーズ     | G      | レイ・アレン               |        | 6      |        |        |        | Ret    |        |        |
| 1971年 | フランク・ウィリアムズ・レーシングカーズ     | G      | シド・ウィリアムズ         |        |        |        | DNS    |        |        |        |        |
| 1971年 | フランク・ウィリアムズ・レーシングカーズ     | G      | デレック・ベル             |        |        | 15     |        |        |        |        |        |
| 1971年 | トム・ウィートクロフト・レーシング           | G      | デレック・ベル             | 5      |        |        |        |        |        |        |        |
| 1971年 | ジョー・シフェール・オートモビルズ           | G      | アラン・ローリンソン       |        |        |        | 5      |        |        |        |        |
| 1971年 | ジョー・シフェール・オートモビルズ           | G      | グザヴィエ・ペロー         |        |        |        |        |        | 11     |        |        |
| 1971年 | クラーク＝モーダウント＝ガスリー・レーシング | G      | マイク・ボイトラー         |        | Ret    |        | Ret    | 10     | NC     |        |        |
| 1971年 | シェル・アーノルド                           | G      | ジャン＝ピエール・ジャリエ |        |        |        |        |        |        | 10     |        |

## 参照

### 脚註
1. ↑  “1970-1971 March 701 Cosworth”. Ultimatecarpage.com. 2011年5月20日閲覧。
2. ↑  “March hare”. Motor (14 February 1970):  46-49.
3. 1 2 3 4 5 6 7 8 9 10 11 12 13 14 15 16 17 18 19 20 21 22 23 24  Taylor, Simon (August 2010). “The first of March”. Motor Sport 85 (8):  56-61.
4. 1 2 3 4 5  Eves, Edward (1970). “First Formula 1 From March”. Autocar (12 February 1970):  16-17.
5. ↑  Setright, LJK (1970). “On the March”. Car (February 1970):  36-39.
6. 1 2  Taylor, Simon (March 2010). “Porridge with... Robin Herd”. Motor Sport 86 (3):  74-80.
7. 1 2 3 4 5 6 7  Frankel, Andrew (March 2013). “Quick March”. Motor Sport 89 (3):  86-91.
8. ↑  Brown, Allen. “March 701 race history”. OldRacingCars.com. 2012年3月24日閲覧。
9. 1 2 3 4  Bolster, John (1970). “Robin Herd's superb monocoque March 701”. Autosport (12 February 1970):  10-12.
10. 1 2  Blunsden, John; Twite, Mike (1970). “Today March Tomorrow the World”. Sports Car Graphic (May 1970):  45-47.
11. 1 2 3 4  Herd, Robin (1970). “March”. Autocar (1 January 1970):  2-4.
12. 1 2  Eves, Edward (1970). “Grand Prix '70 Half Time”. Autocar (16 July 1970):  2-5.
13. 1 2  Herd, Robin (1971). “A Year on the March”. Autocar (7 January 1971):  28-29.
14. ↑  Ireland, Innes (1970). “The Sport: Beware The Ides of March, Granatelli Sponsors March”. Autocar (12 February 1970):  41-42.
15. 1 2  Jenkinson, Denis (1970). “Notes on the cars at Kyalami”. Motor Sport (April 1970):  335-338.
16. ↑  Spurring, Quentin. “Enter the March, STP, Andretti... and Peterson”. Autosport (February 12, 1970):  8-9.
17. 1 2  Jenkinson, Denis (7 March 1970). “The Grand Prix of South Africa”. Motor Sport (April 1970):  324-326.
18. 1 2 3  Matthee, Marius (2005年4月28日). “The last Rhodesian hero”. 8W. 2012年3月24日閲覧。
19. ↑  “1971 Season”. New Zealand Motor Racing. 2012年3月24日閲覧。

### その他
レース結果と統計：
- “Car Model: March 701”. ChicaneF1.com. 2012年3月24日閲覧。
- “The Formula One Archives”. The GEL Motorsport Information Pages. 2012年3月24日閲覧。